# Leksand

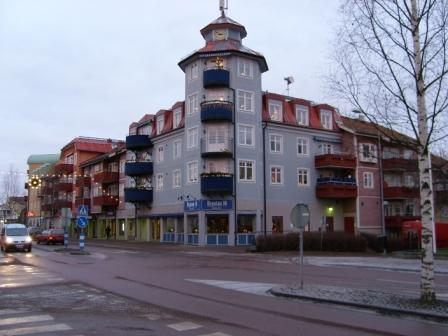
Centrum en Leksand.

Leksand es una localidad sede del municipio de Leksand en la provincia de Dalarna, Suecia con 5.861 habitantes según datos del censo de 2005.
Leksand es sede del equipo de hockey sobre hielo, Leksands IF.
La historia 
Suecia es un país con una historia interesante y apasionante donde hay ciudades que aún conservan los restos de la Edad Media. Leksand es un lugar en Dalecarlia (Dalarna en sueco) donde la iglesia es importante para muchos y lo ha sido desde la Edad Media. Se cree que la iglesia fue construida en el siglo XIII y más tarde se construyeron pequeñas casas y varios edificios.

Las primeras personas que se mudaron a Leksand se mantenían con la caza y la pesca. Había mucho bosque en Leksand donde había muchos animales diferentes que podían ser cazados, por ejemplo alces y renos. En Leksand encontraban mucho hierro que podían vender. Aumentó los ingresos de la ciudad. Más tarde, más personas se mudaron a Leksand y se convirtió en una pequeña comunidad. Mucha madera también fluyía a través de Leksand. En aquella época vivía muy poca gente  en Leksand y ahora más de 16.000 personas viven en Leksand. Todo esto en menos de 800 años. 

El caballo de Dalecarlia
Probablemente no hay nada que asocie con Dalecarlia y Leksand más que el caballo de Dalecarlia. Tradicionalmente, el caballo de Dalecarlia está pintado de color rojo y tiene un cabestro y un patrón en blanco y azul. Hoy, sin embargo, el caballo de Dalecarlia aparece en varios colores y patrones diferentes. El caballo de Dalecarlia se ha convertido en uno de los símbolos más comunes de Leksand, Dalecarlia y Suecia. A menudo es un símbolo que los turistas reconocen y que recuerda a Suecia. El caballo de Dalecarlia se ha fabricado desde el siglo XVII.
Parque de atracciones de Leksands sommarland
Leksands Sommarland es una combinación de actividades acuáticas y un parque de atracciones. Leksands Sommarland abrió sus puertas por primera vez en 1984 y desde entonces ha sido una de las mayores atracciones turísticas de Dalarna. Familias de todo el país vienen allí y el parque recibe aproximadamente 140.000 visitantes al año. En Leksands Sommarland hay alrededor de 50 atracciones y actividades diferentes para escoger.
El parque fue fundado por tres hermanos, Jan-Erik, Åke y Lars Nobelius.

Leksands Bröd (Pan crujiente de Leksand)
¿Cuánto sabes sobre el pan crujiente? Para muchos suecos, esto es algo imprescindible en la despensa. El pan crujiente proviene de Suecia y ya existía en el siglo V. Leksand comenzó a hacer pan crujiente en el siglo XIX. Fue una madre de familia que enseñó a sus hijos a preparar pan crujiente y luego abrieron su propia panadería en una casa en la granja. Más gente de la zona compró el pan y el pan crujiente se hizo más popular. La empresa se llamó inicialmente panadería de J. O Olsson. Más tarde cambiaron su nombre a Leksandsbröd. En 1942, Leksandsbröd construyó su propio molino para poder fabricar sus propias materias primas aún más rápidamente. En 1979, la quinta generación se hizo cargo de Leksandsbröd y la producción se duplicó.
Hoy, la panadería es líder en cuanto al pan ecológico. La panadería siempre ha trabajado con respeto por el medio ambiente y cuida de las materias primas que provienen de lugares cercanos en Suecia. El pan crujiente de Leksand está comprado en toda Suecia y es un clásico en la mesa del comedor. El pan crujiente de Leksand también tiene el caballo de Dala como logotipo. 

Leksands IF ( el club de hockey sobre hielo)
En Leksand se encuentra el famoso equipo de hockey que se llama Leksands IF. Los colores del club son azul y blanco. Leksand IF tiene muchos jugadores exitosos (jóvenes y adultos). El hockey atrae a muchos jóvenes y otros jugadores a la ciudad y sus hinchas se llaman Leksand Superstars. El club fue fundado el 13 de agosto de 1919 y desde entonces  han tenido mucho éxito. El club de Leksands IF ha sido campeón de Suecia en 1969, 1973, 1974, 1975 y también ha jugado 31 temporadas en la liga superior de hockey en Suecia. Muchos jugadores del club han hecho carrera profesional , tanto en Leksand como otros clubes suecos e internacionales.
El lago Siljan y sus entornos
Hace unos 365 millones de años, un meteorito cayó con una fuerza enorme y formó lo que hoy se llama el Anillo de Siljan. El anillo exterior del cráter del meteorito consiste en el lago Siljan, Orsasjön, Skattungen, Oresjön y los pequeños lagos de Bodadalen. Leksand se encuentra a borde del lago Siljan y el lago se extiende hasta los municipios vecinos de Leksand, Rättvik, Mora y Orsa.
El impacto del meteorito es el sitio de impacto más conocido en Europa. Österviken se formó más tarde como un valle glaciar al sur durante la última edad de hielo.
En la actualidad, Siljan es el séptimo lago más grande de Suecia, ubicado a 161 metros sobre el nivel del mar. El lago mide 292 kilómetros cuadrados y tiene una profundidad de 134 m. Aquí se puede, por ejemplo, pescar percas, lucios y salmones. Los lugares de baño y los puertos deportivos se encuentran alrededor del lago y son un destino turístico divertido durante todo el año. 
La fiesta de San Juan
¡En Leksand realmente celebramos la fiesta de San Juan!
Leksand celebra la llegada del verano en la mayor fiesta de toda Suecia para estas fechas. Cada año, entre 20.000 y 30.000 personas vienen a celebrar la fiesta de San Juan en Gropen (un anfiteatro natural en el centro de la ciudad). En Leksand ha sido una tradición desde 1939. Tanto los viejos como los jóvenes y gente del país entero se reúnen para celebrar la fiesta de San Juan con las antiguas tradiciones. Las fiestas de San Juan siguen durante algunas semanas y desde la mañana hasta la noche en cada pueblo de la comunidad donde tienen sus propias tradiciones. Durante las fiestas se come buena comida por ejemplo salmón, arenque, patatas y helado. Durante la celebración principal, dan discursos y luego hay bailes alrededor del árbol de mayo. La fiesta de San Juan está celebrada por lo menos 20 veces en diferentes pueblos de Leksand.
El traje de Leksand
El traje de Leksand se remonta al siglo diecisiete. En aquella época era la ropa de todos los días. Para las mujeres había una falda determinada para un clima determinado. Prácticamente cada parroquia tenía su propio traje con diferentes cinturas, faldas, pantalones, adornos y colores. Los trajes populares demuestran una buena artesanía en cuanto a la costura, fabricación y decoración. Las mujeres de las fincas usaban cintas y telas de lana o lino para tejer a mano. Los otros eran cosidos por un sastre parroquial que confeccionaba chalecos, abrigos, pantalones, faldas y delantales, mientras que el zapatero se encargaba de los zapatos. En Dalarna, sin embargo, muchas de las tradiciones han sobrevivido, aunque ahora los vestidos y trajes se utilizan principalmente en fiestas y festividades. No es raro ver trajes típicos usados en bodas, funerales, confirmaciones, celebraciones de bachillerato y otras ocasiones festivas. Por supuesto, ¡también es necesario llevarlos en la fiesta de San Juan!

## Industria
La industria local en Leksand incluye Leksandsbröd, un productor sueco de [pan crujiente].